# Sant Jordi (Castelló)
Sant Jordi (spanisch San Jorge) ist eine Gemeinde (municipio) in Ostspanien, nahe der Costa del Azahar, an der nördlichen Grenze der Provinz Castelló. Sant Jordi hat 1.381 Einwohner (Stand: 2024).

## Lage
Sant Jordi liegt etwa 90 Kilometer nordnordöstlich von Castelló de la Plana und etwa 160 Kilometer nördlich von Valencia in einer Höhe von ca. 175 m.

## Bevölkerungsentwicklung
| Jahr      | 1900 | 1950 | 1970 | 1981 | 1991 | 2001 | 2011 | 2021 |
| Einwohner | 1575 | 1001 | 720  | 589  | 562  | 605  | 1111 | 1063 |

## Sehenswürdigkeiten
- Jakobuskirche (Iglesia de San Jaime Apóstol)
- El Hostal, Ruine der alten Kirche

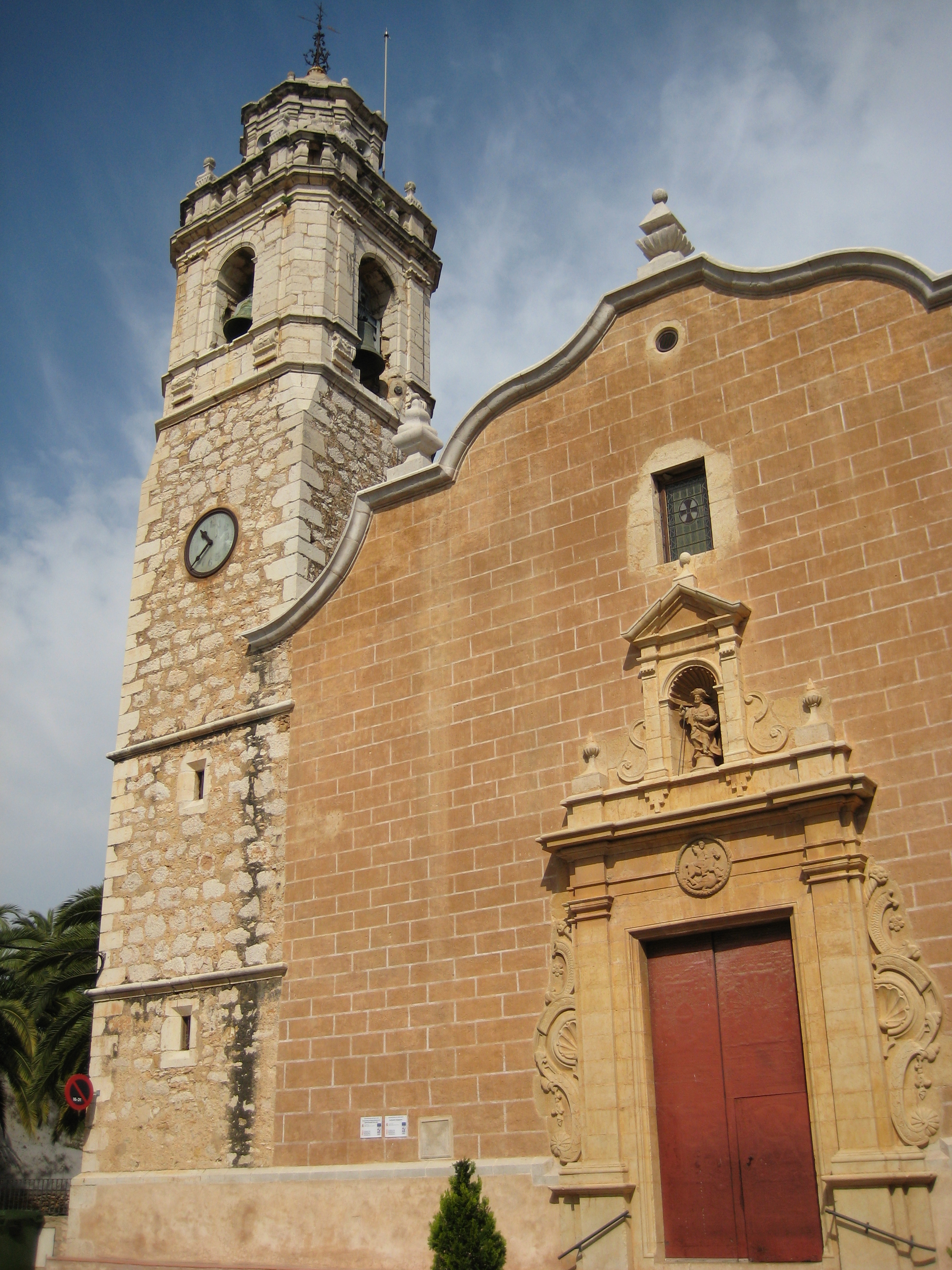
Jakobuskirche
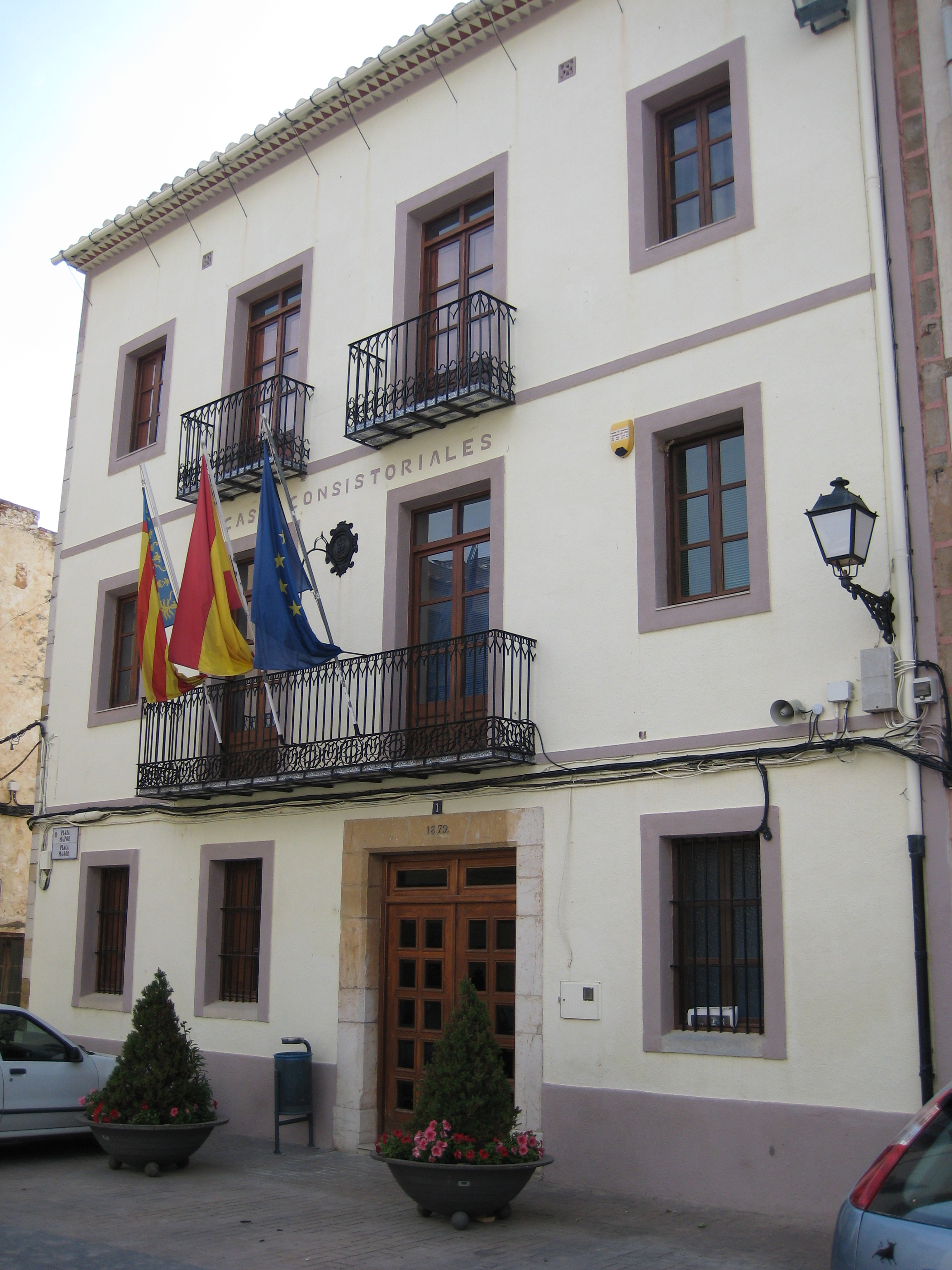
Rathaus

## Söhne und Töchter der Gemeinde
- Joan Molina (1940–2014), Schauspieler

## Gemeindepartnerschaft
Mit der deutschen Gemeinde Mayschoß in Rheinland-Pfalz besteht seit 2004 eine Partnerschaft.